# Villa Altagracia
Villa Altagracia é um município da República Dominicana pertencente à província de San Cristóbal.
Tem três distritos municipais dentro do município: La Cuchilla, Medina e San José del Puerto.
Sua população estimada em 2012 era de 1 969 655 habitantes.

## Residentes notáveis
- Sergio Vargas
- Gerpis Correa (Shino Aguakate)
- Nino Espinosa